# Japanse zwarte den
Japanse zwarte den (Pinus thunbergii) is een soort uit de dennenfamilie (Pinaceae).
Door de grote weerstand tegen milieuverontreiniging en zout is dit een populaire boom voor de bosbouw. Japanse zwarte den wordt toegepast als bonsai. In Noord-Amerika is de boomsoort op grote schaal slachtoffer van de nematode Bursaphelenchus xylophilus die door kevers wordt verspreid. Vervolgens krijgt een schimmel de kans, waarna de boom sterft. Deze nematode is per ongeluk ook in Japan terechtgekomen, waardoor deze soort nu ook in het oorspronkelijk verspreidingsgebied bedreigd wordt.

## Naam
In Japan is Japanse zwarte den bekend onder de triviale naam kuromatsu (黒松).
De soortaanduiding thunbergii in de wetenschappelijke naam van de soort verwijst naar Carl Peter Thunberg. Naast de correcte naam Pinus thunbergii komt soms het synoniem Pinus thunbergiana voor.

## Determinatie
Japanse zwarte den is naaldboom. De soort kan een hoogte bereiken van 40 m, alhoewel ze deze hoogte buiten haar oorspronkelijk verspreidingsgebied maar zelden bereikt. De naaldvormige bladen zijn 7–12 cm lang en groeien paarsgewijs. De kegels zijn 4–7 cm lang.

## Verspreiding
Het oorspronkelijke verspreidingsgebied van Japanse zwarte den omvat de kustgebieden van Japan (Kyūshū, Shikoku en Honshū, maar niet Hokkaidō) en Zuid-Korea. 

## Fotogalerij

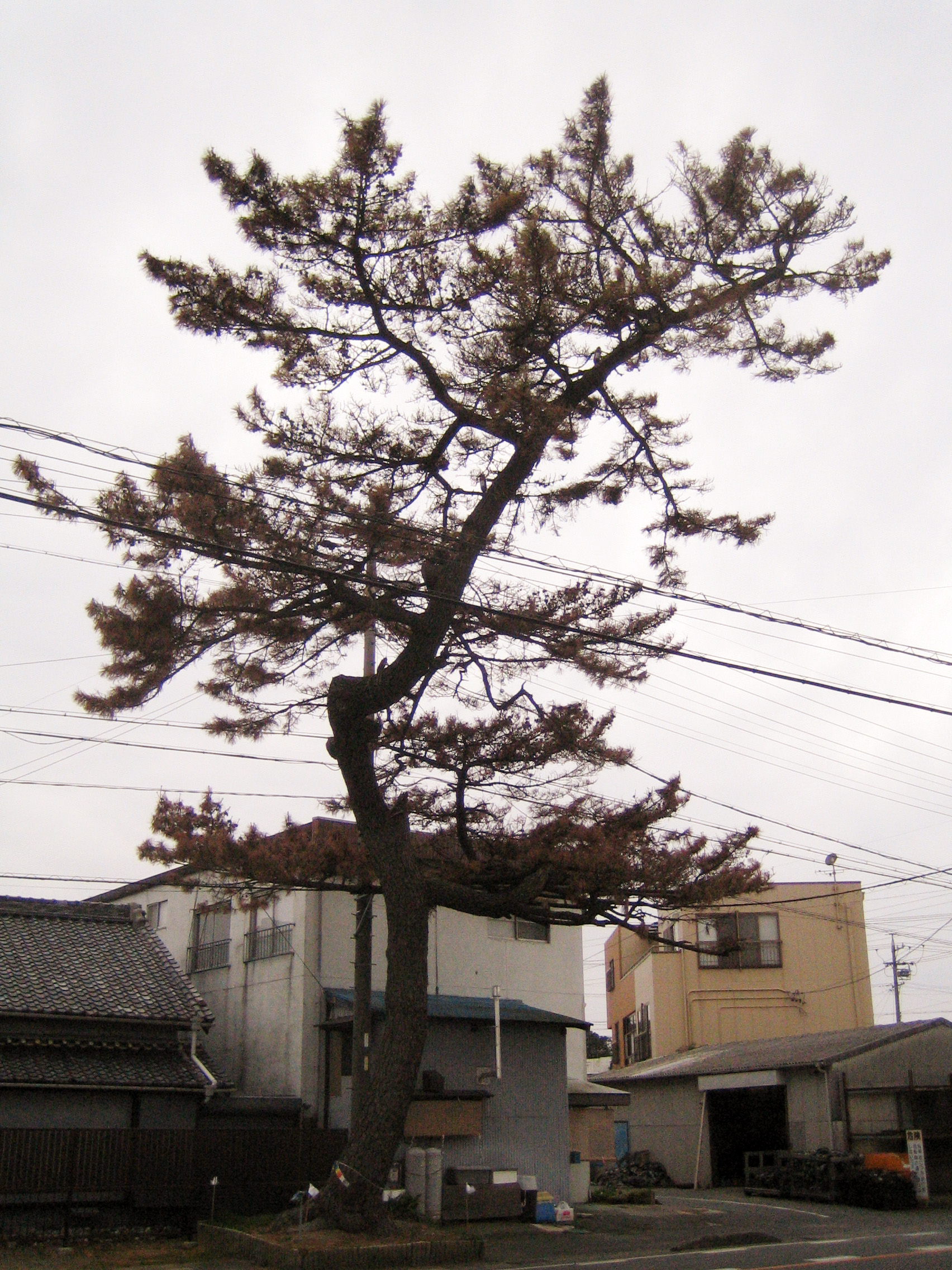
Japanse zwarte den langs de weg
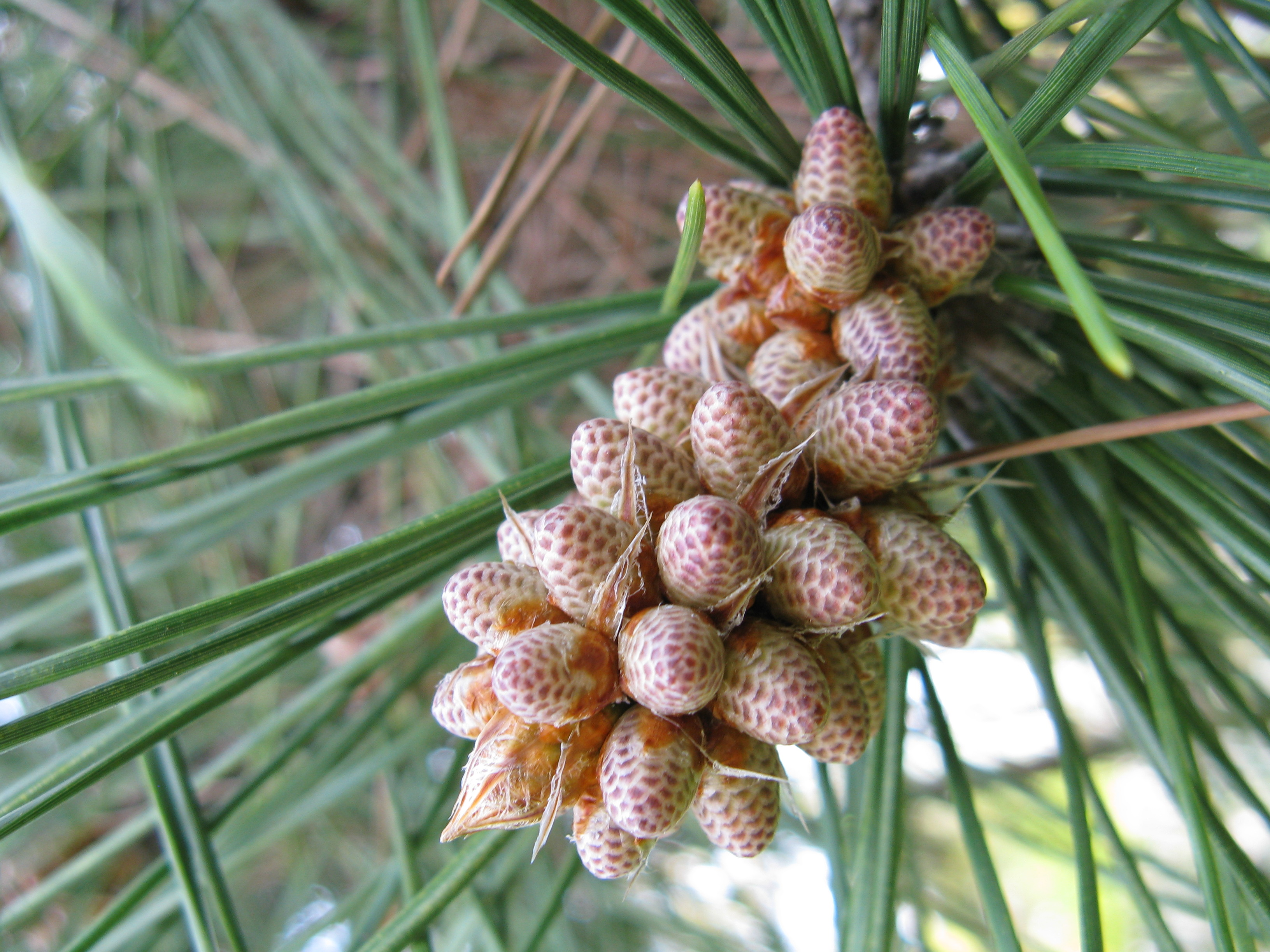
Naalden en kegels
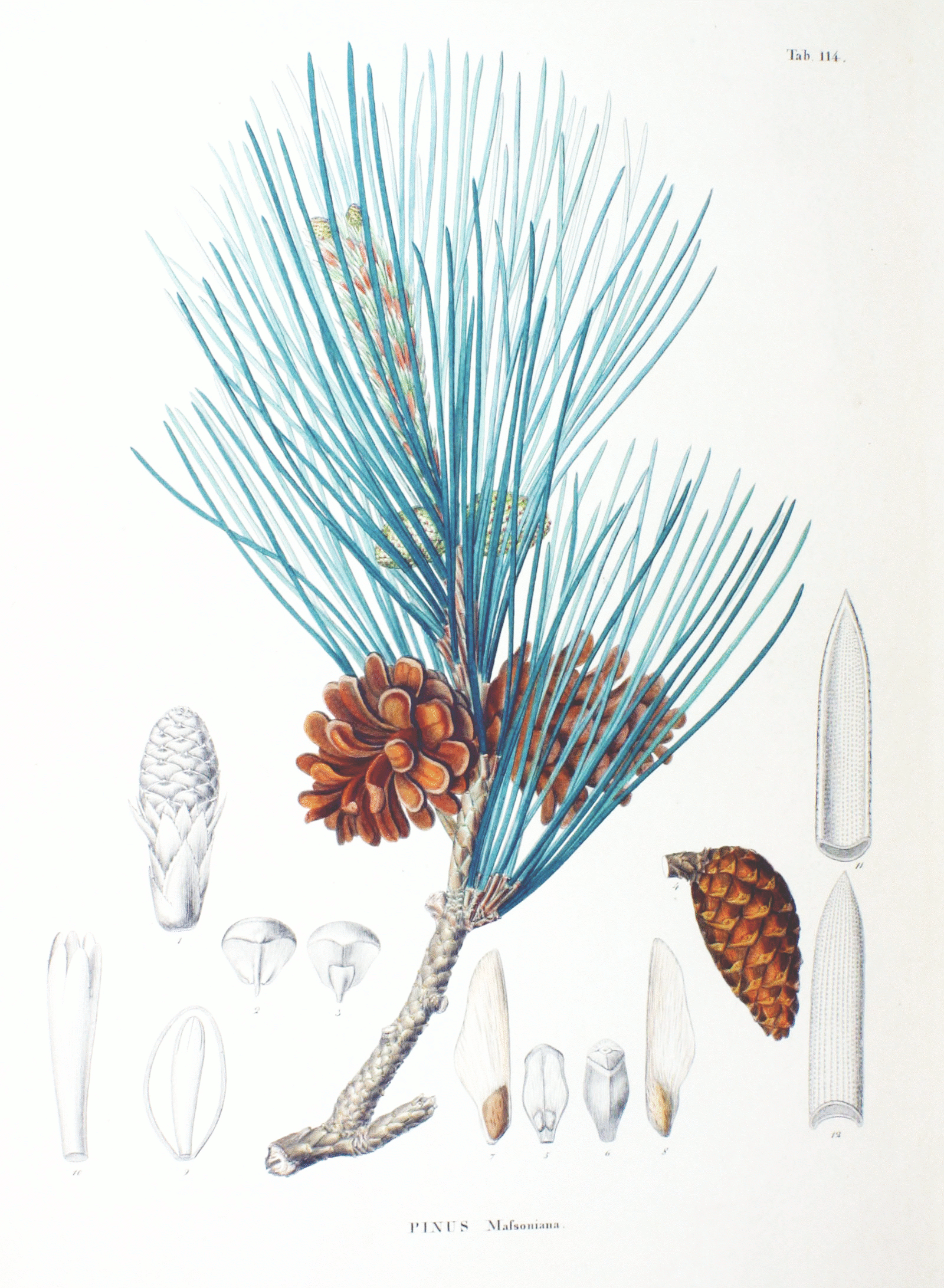
Tekening uit Flora Japonica (1842)